# 里霍博斯 (新墨西哥州)
里霍博斯（英語：Rehoboth）是位於美國新墨西哥州麥金萊縣的非建制地區。

## 歷史
里霍博斯的郵局自1910年營運至今。

## 地理
里霍博斯所處的海拔為高於海平面2006米（即6581英呎），而該地所採用的時區為UTC-7，即北美山地时区（MST）。同時該地設有夏令時間，為UTC-7調快一小時，即UTC-6（MDT）。